# Lincang
Lincang (en chino, 临沧; pinyin, Líncāng, léase Lin-Dsáng) es una ciudad-prefectura en la provincia de Yunnan, República Popular China. Situada aproximadamente a 370 kilómetros de la capital provincial. Limita al norte con Baoshan, al sur con Pu'er, al oeste con Dehong  y al este con Yuxi.

## Toponimia
Lincang deriva su nombre del río Lancang (澜沧江), que es el nombre del tramo superior del río Mekong. Lancang a su vez puede venir del nombre del Reino Lancang (澜沧王国) una transliteración al chino del Lan Xang (ລ້ານຊ້າງ lansang) que significa "millón de elefantes". Los caracteres 澜沧江 pueden entenderse en chino literalmente como "río verde turbulento" .

## Administración
La ciudad prefectura de Lincang administra 1 distrito, 4 condados y 3 condados autónomos.
- Distrito Linxiang 临翔区
- Condado Fengqing 凤庆县
- Condado Yun 云县
- Condado Yongde 永德县
- Condado Zhenkang 镇康县
- Condado Autónomo Shuangjiang Lahu, Va, Blang y Dai A双江拉祜族佤族布朗族傣族自治县
- Condado Autónomo Gengma Dai y Va 耿马傣族佤族自治县
- Condado Autónomo Cangyuan Van 源佤族自治县

## Clima
Lincáng tiene un Clima subtropical húmedo con fuerza por su baja latitud y altitud. Los inviernos son templados y soleados. Los veranos son muy cálidos y húmedos, con temperaturas alcanzando un máximo en mayo, de solo 27C (muy baja en comparación de regiones de la misma latitud). La precipitación anual es de 1.160 milímetros, casi toda de mayo a octubre. Su temperatura media anual es de 16C.
| Parámetros climáticos promedio de Lincang (1971-2000) | Parámetros climáticos promedio de Lincang (1971-2000) | Parámetros climáticos promedio de Lincang (1971-2000) | Parámetros climáticos promedio de Lincang (1971-2000) | Parámetros climáticos promedio de Lincang (1971-2000) | Parámetros climáticos promedio de Lincang (1971-2000) | Parámetros climáticos promedio de Lincang (1971-2000) | Parámetros climáticos promedio de Lincang (1971-2000) | Parámetros climáticos promedio de Lincang (1971-2000) | Parámetros climáticos promedio de Lincang (1971-2000) | Parámetros climáticos promedio de Lincang (1971-2000) | Parámetros climáticos promedio de Lincang (1971-2000) | Parámetros climáticos promedio de Lincang (1971-2000) | Parámetros climáticos promedio de Lincang (1971-2000) |
| Mes                                                   | Ene.                                                  | Feb.                                                  | Mar.                                                  | Abr.                                                  | May.                                                  | Jun.                                                  | Jul.                                                  | Ago.                                                  | Sep.                                                  | Oct.                                                  | Nov.                                                  | Dic.                                                  | Anual                                                 |
| ----------------------------------------------------- | ----------------------------------------------------- | ----------------------------------------------------- | ----------------------------------------------------- | ----------------------------------------------------- | ----------------------------------------------------- | ----------------------------------------------------- | ----------------------------------------------------- | ----------------------------------------------------- | ----------------------------------------------------- | ----------------------------------------------------- | ----------------------------------------------------- | ----------------------------------------------------- | ----------------------------------------------------- |
| Temp. máx. media (°C)                                 | 19.8                                                  | 21.7                                                  | 24.8                                                  | 26.6                                                  | 27.3                                                  | 26.3                                                  | 25.6                                                  | 26.3                                                  | 25.6                                                  | 24.0                                                  | 21.4                                                  | 19.4                                                  | 24.1                                                  |
| Temp. mín. media (°C)                                 | 4.8                                                   | 6.6                                                   | 9.6                                                   | 12.9                                                  | 16.3                                                  | 18.7                                                  | 18.8                                                  | 18.5                                                  | 17.3                                                  | 14.8                                                  | 10.3                                                  | 5.9                                                   | 12.9                                                  |
| Precipitación total (mm)                              | 12.0                                                  | 19.1                                                  | 19.9                                                  | 33.8                                                  | 94.7                                                  | 191.6                                                 | 235.3                                                 | 223.2                                                 | 163.8                                                 | 99.4                                                  | 60.2                                                  | 10.2                                                  | 1163.2                                                |
| Días de precipitaciones (≥ 0.1 mm)                    | 3.3                                                   | 4.9                                                   | 6.2                                                   | 11.4                                                  | 16.1                                                  | 23.4                                                  | 26.5                                                  | 24.0                                                  | 21.1                                                  | 15.3                                                  | 9.2                                                   | 3.2                                                   | 164.6                                                 |
| Horas de sol                                          | 245.4                                                 | 224.6                                                 | 236.4                                                 | 211.0                                                 | 185.3                                                 | 109.1                                                 | 91.7                                                  | 121.7                                                 | 124.9                                                 | 150.9                                                 | 177.9                                                 | 226.5                                                 | 2105.4                                                |
| Humedad relativa (%)                                  | 65                                                    | 59                                                    | 54                                                    | 59                                                    | 68                                                    | 81                                                    | 85                                                    | 83                                                    | 82                                                    | 79                                                    | 76                                                    | 72                                                    | 71.9                                                  |
| Fuente: China Meteorological Administration           |                                                       |                                                       |                                                       |                                                       |                                                       |                                                       |                                                       |                                                       |                                                       |                                                       |                                                       |                                                       |                                                       |